# 生野陽子
生野陽子（1984年5月17日—），出身於福岡縣福岡市中央區。日本富士電視台播報員。

## 經歷
父親是公務員，經常需要轉校，幼稚園讀過兩間學校，小學讀過5間，中學讀過兩間。高校就讀於福岡縣立筑紫中央高等學校，大學畢業於福岡大學法學部法律學科。
2004年4月作為藝人出道，至2006年9月擔任九州朝日放送製作的週一週二的天氣環節助理。
2007年加入富士電視台，同期入社的還有中村光宏、大島由香里。有兩個昵稱，一是「Shopan」（ショーパン），她最早的自身冠名節目也是這個名字；二是「Shoko」，是同期播報員大島由香里命名，高島彩等一些其他主播也這樣稱呼她。
2010年10月，接替高島彩擔任《鬧鐘電視》第五代首席女主播。
2014年9月26日，在《鬧鐘電視》直播中宣布已於當天與同期入社的中村光宏註冊結婚，並卸任《鬧鐘電視》首席主播一職，轉任《FNN Super NEWS》主播。

## 外部連結
- 富士電視台 生野陽子 （页面存档备份，存于）
- 富士電視台2007年研修日記
- 富士電視台2007年入社業務日誌
- SHOPAN （页面存档备份，存于）